# بيير دومون (رسام)
بيير دومون (بالفرنسية: Pierre Dumont)‏ هو رسام فرنسي، ولد في 29 مارس 1884 في باريس في فرنسا، وتوفي بنفس المكان في 8 أبريل 1936.